# Šifrování SGC
Šifrování SGC (Server-Gated Cryptography) je rozšířením protokolu SSL, které bylo vytvořeno kvůli exportnímu omezení vlády USA pro použití silného šifrování mimo území USA. Do roku 2000 proto bylo používáno internetovými prohlížeči slabé šifrování (40/56 bitů). Některé bankovní operace, ale vyžadovaly vyšší úroveň šifrování. Internetové prohlížeče firem Netscape a Microsoft byly ale dodávány se standardně vypnutým silným šifrováním. Omezený počet „schválených“ certifikačních autorit pak byl oprávněn vydávat zvláštní certifikáty pro webové stránky schválených organizací, které mohly v těchto prohlížečích odemknout silné šifrování a umožnit bezpečnou komunikaci pro tyto operace.
Od ledna 2000 bylo exportní omezení silného šifrování z velké míry odstraněno a aktuální prohlížeče jsou schopny běžně užívat silné šifrování. SGC certifikáty jsou v současnosti schopny využít silnější šifrování i u starších prohlížečů. Pokud je silné šifrování pro některou aplikaci nutné, je alternativou k používání SGC certifikátů nakonfigurovat webové servery tak, aby odmítly prohlížeče používající slabé šifrování a doporučily jejich aktualizaci.